# ماساتو سایتو
ماساتو سایتو (انگلیسی: Masato Saito؛ زادهٔ ۱ دسامبر ۱۹۷۵) بازیکن فوتبال اهل ژاپن است.